# Begonia geranioides
Espèce
Begonia geranioides est une espèce de plantes de la famille des Begoniaceae. Ce bégonia est originaire d'Afrique du Sud. L'espèce fait partie de la section Augustia. Elle a été décrite en 1866 par le botaniste britannique Joseph Dalton Hooker (1817-1911). L'épithète spécifique, geranioides, signifie « qui ressemble à Geranium ».

## Répartition géographique
Cette espèce est originaire d'Afrique du Sud.